# 草風館
株式会社草風館（そうふうかん）は、日本の出版社。

## 概要
1979年に創業した出版社である。2008年8月に死去するまで、内川千裕が代表取締役社長を務めていた。
アイヌ関連図書が有名である。アイヌ民族著作者の刊行本があり、アイヌ解放同盟代表の結城庄司や、北海道ウタリ協会会長の野村義一の著作および論文の活字化に寄与している。また、アイヌ語辞典も、刊行している。また韓国関連の本、台湾関連の本、水俣に関する本も出版されている。

## 沿革
- 1979年、創業される。
- 2007年2月5日、本社を浦安市に移転する。

## 有名な刊行本の一部

### アイヌ関連
アイヌ人著者の著作
- 銀のしずく●知里幸恵遺稿 知里幸恵 著 1984年 ISBN 978-4883230525
- アイヌ民族を生きる 野村義一 著 1996年 ISBN 4883230910 C0023
- チャランケ-結城庄司遺稿 結城庄司 著 1997年 ISBN 4883230961 C0095
- 違星北斗遺稿　コタン 違星北斗 著 1984年/1995年 ISBN 4883230767 C0095

アイヌ語研究
- アイヌ語千歳方言辞典 中川裕 著 1995年 ISBN 4883230783 C3587
- アイヌ語沙流方言辞典 田村すず子 著 1996年 ISBN 978-4883230938

### 韓国関連
- 韓国の女たち 増田忠幸 編著 1990年 ISBN 4883230414 C0039
- ソウルマイハート2――背伸び日記 黒田福美 1999年 ISBN 4883231127 C0095